# Панъярачун, Анан
Анан Паньярачун (тайск. อานันท์ ปันยารชุน; род. 9 августа 1932, Бангкок, Сиам) — таиландский дипломат и государственный деятель, посол Таиланда в нескольких странах и премьер-министр королевства в 1991—1992 годах.

## Биография и карьера
Младший из двенадцати детей в богатой бангкокской семье Маха Аммат Три Пья Причанусата (он же Серн Панъярачун) и его жены Кунъин Причанусат (она же Пруэк Чотикасатьен) Отец будущего политика был влиятельным деятелем образования, достигшим ко времени рождения младшего сына поста постоянного секретаря Министерства образования Сиама (фактически непубличного главы министерства). В 1932 году Пья Причанусат ушёл с гражданской службы, занявшись издательским делом; был редактором газеты The Siam Chronicle, послужившей впоследствии основой для создания Bangkok Post, а также основателем и первым председателем Таиландской ассоциации прессы.
Получил среднее образование в бангкокских школах Сурасак, Амнуайсилп и Бангкокском христианском колледже. В 1948 родители послали сына для продолжения образования в Великобританию. Анан окончил старшие классы в лондонском Далидж-колледже, а в 1952 году поступил для получения высшего экономического и юридического образования в престижный Тринити-колледж Кембриджского университета. Помимо учёбы, в обоих колледжах активно занимался спортом, был членом команд по сквошу и теннису.
Окончив в 1955 году с отличием Тринити-колледж со степенью бакалавра гуманитарных наук и вернувшись на родину, поступил на службу в Министерство иностранных дел Таиланда. C 1958 по 1964 год был секретарём министра иностранных дел Таната Хомана.
В 1964 году был назначен первым секретарём и позднее советником Постоянного представительства Таиланда при ООН в Нью-Йорке, начав тем самым карьеру дипломата. В 1967 получил высший жипломатический ранг посла и назначен исполняющим обязанности главы постпредства Таиланда при ООН, по совместительству — послом Таиланда в Канаде (именно тогда у него сложились хорошиее отношения с работником военного атташата, будущим командующим сухопутными войсками, премьер-министром и «сильной личностью» страны Сучиндой Крапраюном). В 1972 получил новое назначение на американском контитете, став послом королевства в США и по совместительству оставаясь постпредом Таиланда в ООН.
В конце 1975 года вернулся в Таиланд, где был с января 1976 года назначен постоянным секретарём Министерства иностранных дел. Сыграл на этом посту ведущую роль в обеспечении вывода войск США из Таиланда.
Вскоре он, однако, попадает под следствие по подозрению в коммунистических связях в связи с «охотой на ведьм» после военного переворота 1976 года, вероятно, из-за активных действий МИДа по нормализации дипломатических отношений между Таиландом и КНР, и фактически отстраняется от дел, хотя и остаётся в ранге посла. После того, как следственная группа по гражданским служащим очистила его от всех обвинений, Паньярачун был возвращён на дипломатическую службу и направлен послом в ФРГ. Тем не менее, в конце 1978 года он уходит с государственной службы в бизнес.
Уже в 1979 году он становится вице-председателем совета директоров Saha-Union Group и директором нескольких ее дочерних предприятий (позднее, в 1991, возглавив совет текстильного концерна), в 1984 году получает пост директора Сиамского коммерческого банка (Siam Commercial Bank Public Co. Ltd.), а в 1989 — председателем совета директоров Eastern Star Real Estate. Помимо непосредственного участия в бизнесе, Анан Паньярачун продолжил деятельность в области развития и регулирования межгосударственных экономических отношений, возглавив с 1982 года один из отделов АСЕАН.

### На посту премьер-министра
23 февраля 1991 года произошёл военный переворот. Как и в предыдущие тайские перевороты, военные сформировали Национальный миротворческий совет (NPKC) для управления страной. Чтобы укрепить свой имидж и завоевать доверие короля Пхумипона, в качестве временного премьер-министра 2 марта 1991 года было назначено гражданское лицо, в качестве которого был выбран Анан Паньярачун. В его правительство вошли 35 человек (из них 8 военных).
Несмотря на «ставленность», Паньярачун неоднократно выражал своё несогласие с позицией военных  и старался проводить независимую от них политику, сформировав большинство своего прaвительства из технократов.
Под давлением военной хунты, в марте 1992 года после очередных выборов Паньярачуна сменил на посту премьера генерал С. Крапраюн, также ставший министром. Его правление вызвало массовые протесты, в конце концов вылившиеся в события, известные как «кровавый май 1992 года». 24 мая 1992 года король Таиланда в прямом эфире потребовал от Сучинды освободить из заключения арестованного тем мэра Бангкока и 3500 арестованных участников митингов, а самому подать в отставку..
10 июня 1992 года, с подачи спикера парламента Артита Урайрата, Паньярачун вновь становится премьером, что было встречено большинством населения с одобрением и облегчением. Спустя четыре дня Ананд объявил о формировании своего кабинета, в который вошли двадцать человек, уже занимавших министерские посты во время предыдущего пребывания на этом посту. Основными задачами нового правительства были восстановление экономики, организация свободных и справедливых выборов, а также нейтрализация генералитета. Закон, позволявший применение военной силы против демонстрантов, был отменён у концу этого же месяца, а ещё месяц спустя был снят со своих постов ряд лидеров военной хунты.
23 сентября 1992 года, после проведённых всеобщих выборов, Анана Панъярачуна сменил на посту лидер Демократической партии Чуан Ликпай.

### После правительственной карьеры
После всеобщих выборов 1992 года и второй отставки с поста премьер-министра Панъярачун вернулся в бизнес, продолжив управлять Saha-Union Group на посту председателя её совета директоров. Ушел из правления компании в 2002 году.
С 1996 года является послом доброй воли ЮНИСЕФ в Таиланде.
Опыт Анана Панъярачуна в национальной и международной политике был вновь использован правительством Таиланда в 1996—1997 годах, когда он был избран членом Конституционной ассамблеи Таиланда и назначен председателем Комитета по составлению. Он курировал разработку того, что стало известно как «Народная Конституция» 1997 года. Новая конституция устанавливает ряд важных реформ, в том числе:
По сравнению с предыдущей тайской Конституцией, Конституция 1997 года содержала ряд новых положений в ключевых областях, в том числе:
- Децентрализация власти. Были созданы избранные центральные административные организации и провинциальные административные организации (ПАО).
- Избирательная реформа. Голосование предлагалось сделать обязательным. Предлагалось избирать 100 членов Палаты по партийному списку, а остальных 400 членов избирать по одномандатным избирательным округам. Конституция также вводила образовательный ценз для парламентариев, требующий от них, по крайней мере, степень бакалавра;
- Реформа законодательства. Введение системы двухпалатного парламента. Сенат включал 200 членов, избираемых на шестилетний срок, причём сенаторам было запрещено быть членами политических партий. Сенат мог изменять или одобрять часть законодательства, но не мог предлагать новые законопроекты. Голосование двух третей членов было достаточно, чтобы отменить королевское вето. Сенат не мог быть распущен премьер-министром.
- Укрепление исполнительной власти. Для голосования по недоверию премьер-министру требовалось два пятых голосов Палаты.
- Большее разделение между исполнительной и законодательной ветвями власти, развитие системы баланса и противовесов ветвей . Депутаты не могли быть членами правительства. Были созданы новые независимые государственные учреждения, такие как Конституционный суд, Административный суд, Канцелярия Генерального ревизора, Национальная комиссия по борьбе с коррупцией, Национальная комиссия по правам человека, Организация защиты потребителей, Организация по охране окружающей среды и Омбудсмен. Многие из этих назначений были одобрены Сенатом.
- Признание и развитие прав человека. Впервые были признаны многочисленные права человека, в том числе права детей, престарелых и инвалидов; право на свободу информации; право на общественное здравоохранение и бесплатное образование; права потребителей; права традиционных общин; право на человеческое достоинство; право на мирные протесты. Этот аспект реформ также включал реформу уголовного правосудия, в том числе, сокращение полномочий полиции проводить обыск без ордера, право на незамедлительный суд в течение 48 часов с момента задержания, а также право на присутствие адвоката во время полицейских допросов[21].

Большинство нововведений конституции 1997 года были отменены в 2006 году после очередного военного переворота. 

## Правительственные награды
Награды Таиланда
| Страна  | Дата вручения | Награда                                       | Награда                                       | Литеры |
| ------- | ------------- | --------------------------------------------- | --------------------------------------------- | ------ |
| Таиланд | 1967          | Медаль Раттанапорна Рамы IX 3 класса          | Медаль Раттанапорна Рамы IX 3 класса          | ชั้นที่ 3  |
| Таиланд | 1988 —        | Рыцарь Большой ленты ордена Короны Таиланда   | Рыцарь Большой ленты ордена Короны Таиланда   | ม.ว.ม. |
| Таиланд | 1991 —        | Гранд-командор                                | ордена Чула Чом Клао                          | ท.จ.ว. |
| Таиланд | 1968 — 1991   | Рыцарь командор                               | ордена Чула Чом Клао                          | ท.จ.   |
| Таиланд | 1991 —        | Рыцарь Большой ленты                          | ордена Белого слона                           | ม.ป.ช. |
| Таиланд | 1977 — 1991   | Рыцарь Большого креста                        | ордена Белого слона                           | ป.ช.   |
| Таиланд | 2003 —        | Рыцарь Большого креста ордена Дирекгунабхорна | Рыцарь Большого креста ордена Дирекгунабхорна | ป.ภ.   |

Награды иностранных государств
| Страна           | Дата вручения | Награда                                                    | Награда                                                    | Литеры  |
| ---------------- | ------------- | ---------------------------------------------------------- | ---------------------------------------------------------- | ------- |
| Италия           | 1961 —        | Командор ордена «За заслуги перед Итальянской Республикой» | Командор ордена «За заслуги перед Итальянской Республикой» |         |
| Республика Корея | 1970 —        | Кавалер ордена «За дипломатические заслуги» 1 класса       | Кавалер ордена «За дипломатические заслуги» 1 класса       |         |
| Индонезия        | 1971 —        | Кавалер Большой Звезды за заслуги                          | Кавалер Большой Звезды за заслуги                          |         |
| Бельгия          | 1990 —        | Гранд-офицер ордена Короны                                 | Гранд-офицер ордена Короны                                 |         |
| Япония           | 1991 —        | Кавалер Большой ленты ордена Восходящего солнца            | Кавалер Большой ленты ордена Восходящего солнца            |         |
| Великобритания   | 1996 —        | Почётный Рыцарь-командор ордена Британской империи         | Почётный Рыцарь-командор ордена Британской империи         | KBE     |
| Швеция           | 2007 —        | Кавалер Большого креста ордена Полярной звезды             | Кавалер Большого креста ордена Полярной звезды             | KmstkNO |